# Sandcoleidae
Sandcoleidae — вимерла родина чепігоподібних птахів, що існувала впродовж палеоцену та еоцену в Європі та Північній Америці. Викопні рештки представників родини знайдені в США і Данії.

## Роди
- †Anneavis
- †Eoglaucidium
- †Sandcoleus
- †Tsidiiyazhi